# Emakhazeni Local Municipality
Emakhazeni (englisch Emakhazeni Local Municipality) ist eine Lokalgemeinde im Distrikt Nkangala der südafrikanischen Provinz Mpumalanga. Der Verwaltungssitz der Gemeinde befindet sich in eMakhazeni (ehemals Belfast). Bürgermeister ist Thomas Diphepheng Ngwenya.

## Städte und Orte
- Dullstroom
- eMakhazeni (ehemals Belfast)
- eMgwenya (ehemals Waterval Boven)
- eNtokozweni (ehemals Machadodorp)
- Sakhelwe
- Siyathuthuka

## Bevölkerung
Von den 47.216 Einwohnern im Jahr 2011 waren 87,2 % schwarz, 10,8 % weiß, 1,2 % Coloureds und 0,7 % Inder bzw. Asiaten. Erstsprache war zu 27,8 % Siswati, zu 21,4 % isiZulu, zu 18,4 % isiNdebele, zu 10,5 % Afrikaans, zu 6,6 % Sepedi, zu 4,3 % Englisch, zu 3,9 % Sesotho, zu 2 % Tshivenda, zu 0,8 % Setswana und zu 0,6 % isiXhosa.